# Cvetko Golar
Cvetko (Florijan) Golar, slovenski pesnik, dramatik in pisatelj, * 4. maj 1879, Gosteče pri Škofji Loki, † 18. november 1965, Ljutomer.

## Življenje
Rodil se je v družini s sedmimi otroki očetu Jožefu in materi Marjani (rojena Jenko). Obiskoval je gimnazijo v Ljubljani. Tu je spoznal Otona Župančiča in Josipa Murna, s katerim sta prebivala skupaj v ljubljanski Cukrarni. Ker gimnazije ni dokončal, se je na koncu šestega letnika preselil v Zagreb in tam urejal dijaški list Nova nada. Med prvo svetovno vojno je služil kot vojak v zaledju. Mladostno obdobje je preživel bohemsko. Finančne zadrege je reševal z novinarskim delom. Njegov sin  je Manko Golar. Večino časa je preživel v Ljubljani, nekaj v Celju, kjer je spoznal Antona Lajovica.  Nazadnje pa se je ustalil v Ljutomeru, kjer se je ukvarjal s čebelarstvom in sadjarstvom.
Po njem se imenuje osnovna šola v Škofji Loki.

## Delo
Pisal je pesmi, novele, dramske igre, urejal pa je tudi časopise in almanahe, kot so Domovina, Novi slovenski Štajerec, Naš list, Na novih potih, Ljubljanski zvon, Slovan, Slovenski narod. Objavljal je v ameriškem izseljenskem listu Glas naroda. Slikal je motive iz kmečkega okolja, največkrat za območja Sorškega polja.
Pesmi spominjajo na ljudske, pel je o naravi, ljubezni, manj socialne vsebine. 
Prevajal je iz ruščine, nemščine in hrvaščine. Glavna Golarjeva poezija je zbrana v dveh knjigah, Pisano polje (1910) in Rožni grm (1919). Pesniške zbirke mu je ilustriral Maksim Gaspari. Skladatelji Danilo Bučar, Emil Adamič in Peter Jereb so njegove pesmi uglasbili. Pogost je motiv človeka, spojenega z naravo, kmečke preteklosti in običajev pa tudi motiv trpljenja sodobnega delavca in okrutnost vojne. V kmečkih povestih opisuje vsakdanje življenje gorenjskih kmetov, pastirjev in lovcev. 
V pripovedi je vtkano ljudsko izročilo in vraževerje, tako v zgodbah nastopajo tudi kače, hudiči in svetniki. To pogansko tradicijo združuje s krščansko simboliko.  V Pastirjevi nevesti sp pripovedi iz kmečkega življenja z bajeslovnimi vrlinami. Pomen Golarjeve proze je dvojen. S knjigo Bratje in sestre v Gospodu je prikazal dobo bohemstva in moderne. Vrsto člankov je posvetil Murnu in Župančiču.
Vseskozi je pisal pesmi za otroke. Zbral jih je v knjigi Veseli svatje (1942). Tudi te pripovedujejo o kmetovem delu in božjem blagoslovu, v otroku želi vzbuditi spoštovanje do delavca. Leta 1943 je izšla slikanica z verzi za najmlajše z naslovom Razposajena. Razposajene otroke zaradi neposlušnosti doleti kazen. Po osvoboditvi je izšla mladinska zbirka Srp in klas (1952), v kateri se pokloni delavcu in novi politični ideologiji. Njegova zadnja knjiga ima naslov Čez loke in potoke (1956).  Ustvarjal je pod psevdonimi Baroda, Janez Jalen, Gosteški, Demeter C. G., Demeter, F. G., G.F. ali Tabor.

## Golarjeva dramatika
Leta 1924 se je lotil dramske igre. Ljubezenski zapleti njegovih ljudskih iger so postavljeni v gorenjsko  kmečko okolje. Osrednji liki so  vdove oz. vdovci, ki si želijo mlajšega partnerja, a po navadi ne doživijo uresničitve svojih želja in vzbudijo posmeh. Pisal je klasične igre v treh dejanjih z zapletom, vrhom in razpletom. Uporabljal je ljudske pregovore in reke npr.: »Ni vsak mož, ki klobuk nosi«, »Nevestina dota se hitro zmota«.
Vdova Rošlinka (1924) je njegova najbolj znana in največkrat uprizorjena veseloigra. Uprizorili so jo tudi med izseljenci in na Češkem. Do leta 1948 je bil takoj za Cankarjem najbolj igran slovenski avtor, celo v Ljubljanski Drami.  Največkrat je njegove drame režiral Fran Lipah. 
Isto leto je ljudska igra Zapeljivka ob uprizoritvi naletela na hud odpor. Srečko Kosovel in Tine Debeljak sta objavila protestne članke proti nadaljnjim uprizoritvam. Za objavo v knjigi leta 1931 je Golar zgodbo predelal in omilil in pa preimenoval v Dekle z rožmarinom.
V Ljubljani je leta 1932 izdal komedijo Dve nevesti, z motivom ženitve in nakazal na problematiko revščine, s katero se spopadajo kmetje. Četrto Golarjevo dramsko delo je burka v treh dejanjih Ples v Trnovem (1942). Kmečko okolje se je premaknilo v ljubljansko predmestje. Po vojni je napisal še ljudsko igro Slepe miši, ki jo je kasneje imenoval Dva mlada para. V tem delu je pokazal na prepad med revnimi in bogatimi, vpletel je veliko ljudskih pregovorov in rekov, dogajanje pa je z omembo domačih znanih oseb in krajev (Loka, Gosteče) postavil v okolico Škofje Loke. Napisal je nekaj priložnostnih enodejank: Njen soprog, Svatba dveh bratov, Take so.

### Pesniške zbirke
- Pisano polje (1910) (COBISS)
- Rožni grm (1919) (COBISS)
- Poletno klasje (1923) (COBISS)
- Njiva zori (1927) (COBISS)
- Jasne livade (1959) (COBISS)
- Svatba na poljani (1976) (COBISS)

### Prozna dela
- Dve nevesti (1908) dLib
- Kmečke povesti (1914), (COBISS)
- Pastirjeva nevesta (1923) (COBISS)
- Bratje in sestre v Gospodu: Sanje poletnega jutra (1925) (COBISS)

### Odrska dela
- Vdova Rošlinka (1924) (COBISS)
- Zapeljivka (po popravku Dekle z rožmarinom) (1925) (COBISS)
- Dve nevesti (1932) (COBISS)
- Ples v Trnovem (1942)

### Pesmi za otroke
- Veseli svatje (1942) (COBISS)
- Razposajenci (1943) (COBISS)
- Srp in klas (1950) (COBISS)
- Čez loke in potoke (1956) (COBISS)